# Adnan Hamad
Adnan Hamad Mageed Al-Abbasi (ur. 1 lutego 1961 w Samarrze) – iracki piłkarz i trener, reprezentant kraju grający na pozycji napastnika. Obecnie selekcjoner reprezentacji Jordanii.

## Kariera piłkarska
Przygodę z futbolem Adnan Hamad rozpoczął w 1975 roku w klubie Samaraa FC. W latach 1983–1988 oraz 1990-1992 był zawodnikiem klubu Al-Zawraa. Z Al-Zawraa zdobył mistrzostwo Iraku oraz Puchar Iraku w 1991. W międzyczasie był zawodnikiem Salah-Al-Deen, Al-Talaba oraz Al-Tayaran. Karierę zakończył w macierzystej Samarrze w 1994.

## Kariera reprezentacyjna
W reprezentacji Iraku Hamad występował w latach 1982-1986. W sumie w reprezentacji wystąpił w 17 spotkaniach.

## Kariera trenerska
Po zakończeniu kariery piłkarskiej Hamad został trenerem. Pracę rozpoczął od szkolenia juniorów w swoim byłym klubie Al-Zawraa. Klub ten Hamad dotychczas prowadził czterokrotnie w latach 1996–1998, 1999–2001, 2001–2003 i 2003. Z Al-Zawraa czterokrotnie zdobył mistrzostwo Iraku w 1996, 1999, 2000, 2001 oraz Puchar Iraku w 1996, 1998, 1999 i 2000. Hamad prowadził reprezentację Iraku U-19, U-20 oraz Olimpijską, którą doprowadził do czwartego miejsca na Igrzyskach Olimpijskich w Atenach. Dotychczas Hamad pięciokrotnie prowadził reprezentację Iraku w 2000, 2001, 2002, 2004 oraz 2008. Trzykrotnie przegrał w eliminacjach Mistrzostw Świata w 2002, 2006 i 2010. Obok pracy w Iraku Hamad prowadził Dubai SC ze Zjednoczonych Emiratów Arabskich, saudyjski klub Al-Ansar oraz jordański Al-Faisaly Amman. Od 2009 jest selekcjonerem reprezentacji Jordanii. Z Jordanią awansował do Pucharu Azji 2011.